# New Boston (Texas)
New Boston è un centro abitato degli Stati Uniti d'America, situato nella contea di Bowie dello Stato del Texas.

## Società

### Evoluzione demografica
Secondo il censimento del 2000, c'erano 4.808 persone, 1.968 nuclei familiari, e 1.334 famiglie residenti nella città. La densità di popolazione era di 1.377,1 persone per miglio quadrato (531,9/km²). C'erano 2.229 unità abitative a una densità media di 638,4 per miglio quadrato (246,6/km²). La composizione etnica della città era formata dal 79,49% di bianchi, il 17,64% di afroamericani, lo 0,75% di nativi americani, lo 0,27% di asiatici, lo 0,10% di isolani del Pacifico, lo 0,44% di altre etnie, e l'1.31% di due o più etnie. Gli ispanici o latinos di qualunque razza erano l'1.46% della popolazione.
C'erano 1.968 nuclei familiari di cui il 32,8% avevano figli di età inferiore ai 18 anni, il 47,8% erano coppie sposate conviventi, il 17,6% aveva un capofamiglia femmina senza marito, e il 32,2% erano non-famiglie. Il 30,1% di tutti i nuclei familiari erano individuali e il 15,5% aveva componenti con un'età di 65 anni o più che vivevano da soli. Il numero di componenti medio di un nucleo familiare era di 2,39 e quello di una famiglia era di 2,96.
La popolazione era composta dal 26,6% di persone sotto i 18 anni, il 7,8% di persone dai 18 ai 24 anni, il 25,2% di persone dai 25 ai 44 anni, il 21,5% di persone dai 45 ai 64 anni, e il 18,8% di persone di 65 anni o più. L'età media era di 38 anni. Per ogni 100 femmine c'erano 82,1 maschi. Per ogni 100 femmine dai 18 anni in giù, c'erano 74,7 maschi.
Il reddito medio di un nucleo familiare era di 26.531 dollari, e quello di una famiglia era di 38.542 dollari. I maschi avevano un reddito medio pro capite di 29.940 dollari contro i 21.316 dollari delle femmine. Il reddito medio pro capite totale era di 14.190 dollari. Circa l'11,6% delle famiglie e il 15,0% della popolazione erano sotto la soglia di povertà, incluso il 19,9% di persone sotto i 18 anni e l'8.9% di persone di 65 anni o più.